# Death from Above
Death from Above, également connu sous le nom de Death from Above 1979, est un groupe de rock indépendant canadien, originaire de Toronto, en Ontario. Les membres sont Jesse F. Keeler (basse/synthé/chœur) et Sebastien Grainger (chant/batterie). Formé en 2001 puis officiellement séparé en 2006, le groupe s'est reformé en 2011.

## Biographie

### Origines et débuts (2001–2003)
Bien qu'il ait été rapporté plus tard que le groupe s'est en fait rencontré à un concert de Sonic Youth, Keeler et Grainger prétendaient parfois s'être rencontrés en prison, sur un bateau pirate, ou encore dans un bar gay, pour répandre des rumeurs auprès des journalistes et des fans.[réf. nécessaire]
Le groupe était originellement nommé Death from Above, nom apparaissant sur leur premier EP éponyme. Le duo a changé de nom après un litige avec le label DFA Records, dont le nom Death from Above a été le nom de travail un certain temps auparavant. La raison du choix de la date 1979, apparemment arbitraire, provient en fait de la date de naissance de Sebastien Grainger. Sébastien justifie ceci en répondant : « 1979 est l'année de ma naissance, 1979 est l'année de Off the Wall, 1979 est l'année du principe de plaisir, 1979 est la dernière année de la dernière décennie fraîche, 1979 est ancré dans mon bras, 1979 est ancré dans mon bras, 1979 est ancré dans mon putain de bras. »
Il a également déclaré dans une interview accordée à MTV : « Je suis né cette année-là, et cela ne va jamais changer. »
Le nom Death from Above 1979 est également une référence au film Apocalypse Now réalisé par Francis Ford Coppola en 1979. Dans la fameuse scène de la valkyrie de Wagner, le Lieutenant Colonel Bill Kilgore arrive sur la plage à bord d’un hélicoptère appelé Death from Above.

### You're a Womanet séparation (2004–2010)
Le groupe commence à enregistrer son premier album, You're a Woman, I'm a Machine entre février et avril 2004 au Chemical Sound de Toronto. Le reste des enregistrements se fait au Studio Plateau de Montréal et l'album est mixé et produit par Al-P, à l'exception des sessions de Montréal qui sont mixées par Drew Malamud. L'album est publié en octobre 2004. Le groupe sort trois singles issus de You're a Woman, I'm a Machine, intitulés Romantic Rights le 4 novembre 2004, Blood on Our Hands le 17 février 2005 et Black History Month le 13 juin 2005.
Le 3 août 2006, le groupe s'est officiellement séparé. Jesse F. Keeler poste ce message (en anglais) sur le site officiel du groupe : « Je sais que ça fait un bail que je n'ai pas écrit ici. Je suis sûr que maintenant la plupart d'entre vous suppose que le groupe n'existe plus étant donné qu'il n'y a pas de concerts, pas de travail sur un nouvel album, etc. Et je voulais vous dire que vos suppositions sont correctes. Nous avons décidé de nous séparer à cause de circonstances particulières. Nous ne nous sentions pas de retravailler ensemble après un scénario fâcheux nous impliquant tous les deux et mêlant alcool, une fille et une collection de jouets pervers. De nombreuses disputes ont eu lieu après cet incident. Nous ne pouvions pas nous regarder dans les yeux, nous avons donc décidé de nous séparer. (...) »
Lors de l'émission The New Music, Keeler donne plus de renseignements sur la séparation du groupe. Il a affirmé qu'elle était dû à des désaccords avec Grainger sur de nombreux niveaux, y compris des différences créatives, de style de musique, et plus encore.

### Retour etThe Physical World(2011–2016)

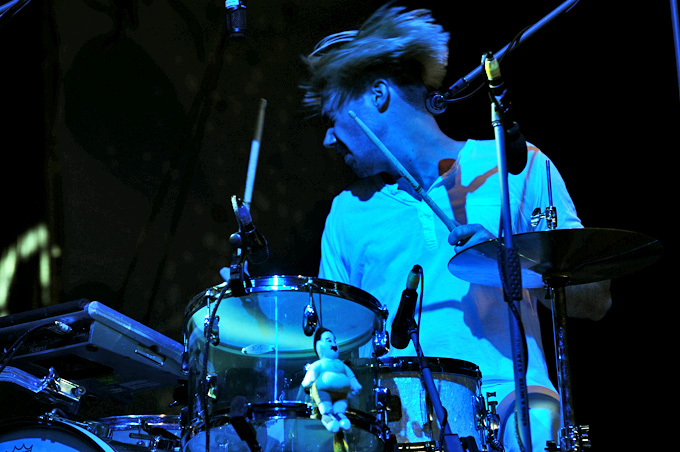
Sebastien Grainger au Parklife Festival en 2011.

Le 19 janvier 2011, le groupe est annoncé dans la line-up du festival Coachella en Californie et y jouera le 17 avril 2011. Jesse F. Keeler a par ailleurs confirmé leur retour sur scène sur son compte Twitter le même jour. Le 4 février 2011, Sébastien Grainger a officiellement annoncé sur le site web du groupe que ce dernier était reformé. Le 4 février 2011, le groupe se réunit officiellement comme le démontre un message posté par Grainger sur le site web du groupe : « il y a cinq ans, Death from Above 1979 a joué son dernier concert [...]. » Le groupe joue une nouvelle chanson pendant sa présence au EdgeFest le 14 juillet 2012 au Downsview Park de Toronto. Le 18 septembre 2012, une tournée canadienne est annoncée ; le groupe révèle qu'il a de nouvelles chansons, mais qu'il doit pratiquer sur scène avant de les publier. Le 11 juillet 2013, le groupe confirme qu'un nouvel album est sur son chemin sur Facebook.
Le 9 septembre 2014, Death from Above 1979 publie son deuxième album, The Physical World,. Ce disque est produit par Dave Sardy, collaborateur notamment d'Oasis, Nine Inch Nails et The Black Angels. Trainwreck 1979, premier single extrait du nouvel album sort le 8 juillet 2014.

### Outrage! Is Now(depuis 2017)

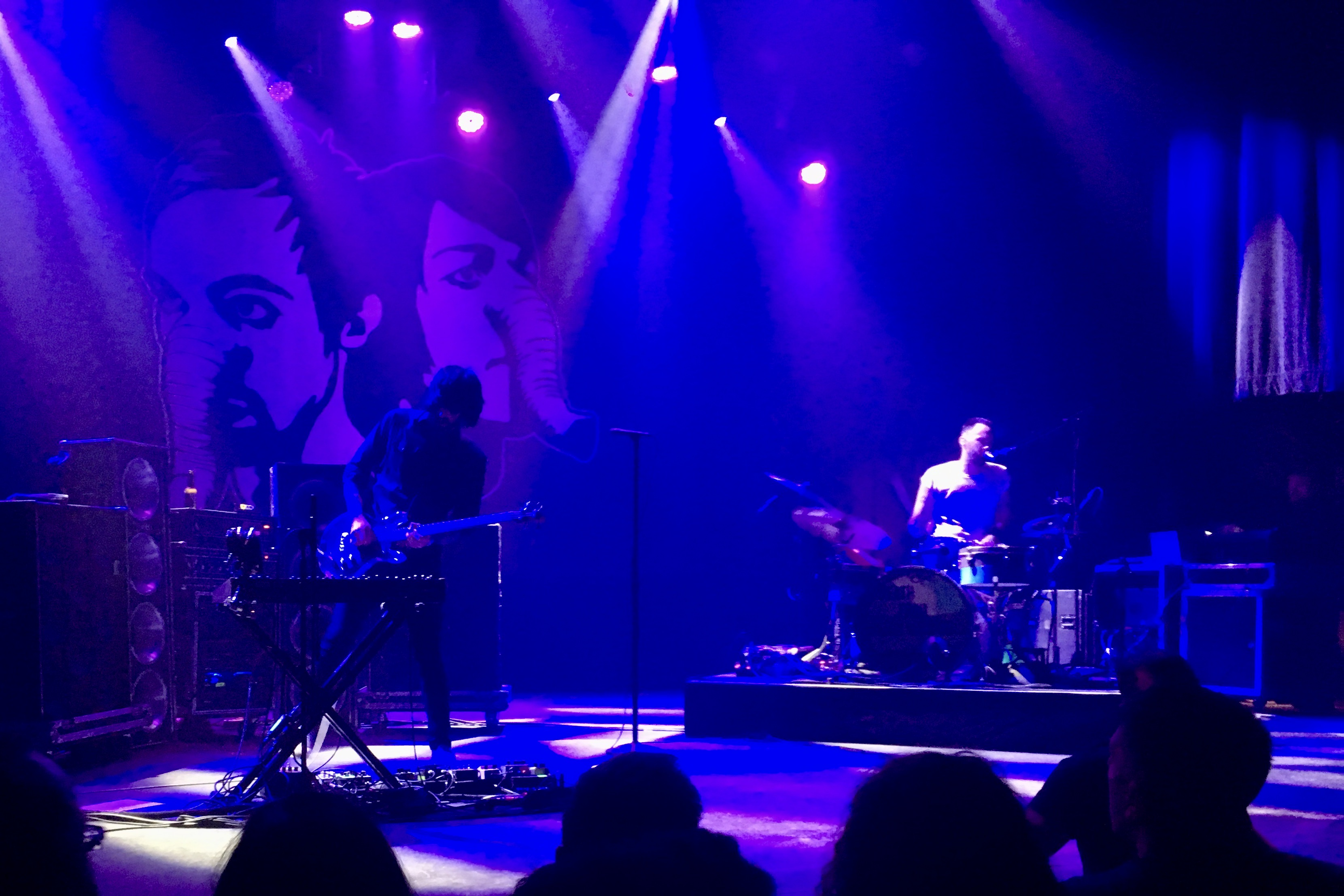
Spectacle de Death From Above à Montréal.

Le 6 juin 2017, profitant de la sortie imminente de leur nouveau single Freeze Me, le groupe déclare ôter 1979 de leur nom et de devenir simplement Death from Above,.

## Projets parallèles

### MSTRKRFT
MSTRKRFT, un pseudonyme dérivé de Mastercraft (hommage au groupe allemand Kraftwerk) désignant le groupe d'electro de Jesse F. Keeler et du producteur Al-P. MSTRKRFT est actuellement signé sur Last Gang Records, et travaille à Toronto. Leur premier album est sorti le 18 juillet 2006. Deux de leurs remixes peuvent être trouvés sur l'album de remixes de Death from Above 1979, Romance Bloody Romance.

### Femme Fatale
Femme Fatale est le groupe de Jesse F. Keeler, avant même Death from Above 1979. Le nom du groupe vient d'une chanson du Velvet Underground. Un EP, intitulé From the Abundance of the Heart, the Mouth Speaks, est disponible à la vente via le site officiel du groupe Death From Above 1979. Ce groupe est considéré comme une version plus « hardcore » de DFA79. Sebastien Grainger a même contribué aux enregistrements batterie sur le plus vieux "Fire Baptism". Il était également au même poste lors de certains concerts. Femme Fatale n'est pas mort, Jesse F. Keeler est actuellement en train de travailler sur de nouvelles chansons pour un futur album, et a déclaré qu'il adorait faire des albums de FF.

### Black Cat #13
Black Cat #13 était encore un groupe avec Jesse F. Keeler, entre 1998 et 2000, quand le groupe s'est séparé pour différences musicales. Le groupe sortait ses titres sur vinyle, maintenant très durs à trouver, et collectors. Contrairement à Femme Fatale, Sebastien Grainger n'avait aucun rôle dans Black Cat #13; Al-P (MSTRKRFT) a cependant, lui, produit la plupart de leurs titres.

## Discographie

### Singles
- 2004 : Romantic Rights
- 2005 : Blood on our Hands
- 2005 : Black History Month
- 2014 : Trainwreck 1979
- 2015 : Virgins
- 2015 : White Is Red
- 2017 : Freeze Me